# Lycaeides unipuncta
Lycaeides unipuncta är en fjärilsart som beskrevs av Grand 1913. Lycaeides unipuncta ingår i släktet Lycaeides och familjen juvelvingar. Inga underarter finns listade i Catalogue of Life.